# Marcantonio e Cleopatra
Marcantonio e Cleopatra é um filme mudo italiano de 1913, dirigido por Enrico Guazzoni e estrelado por Gianna Terribili-Gonzales e Ignazio Lupi. O filme é uma adaptação da peça homônima de William Shakespeare, com inspiração também do poema de Pietro Cossa.